# Nepalgrella yamputhini
Nepalgrella yamputhini is een hooiwagen uit de familie Sclerosomatidae.